# Guided Tour (Album)
Guided Tour (englisch Geführte Tour) ist das dritte Studioalbum der englischen Hardcore-/Post-Punk-Band High Vis, das am 18. Oktober 2024 bei Dais Records erschien.

## Entstehung
Im Juli 2023 erklärte Sänger Graham Sayle, dass die Band bereits mit der Arbeit an ihrem dritten Album begonnen habe. Er selbst würde konstant Texte schreiben und im letzten Jahr hätte sich in seinem persönlichen Leben viel verändert, was in die Texte einfließt. Aufgenommen wurde Guided Tour in den Holy Mountain Studios in London, wo bereits die beiden Vorgängeralben aufgenommen wurden. Studiobesitzer Misha Hering mischte das Album, während Heba Kadry das Mastering übernahm.
Bei dem Lied Mind’s a Lie arbeitete die Band mit der Sängerin und DJ Ell Murphy zusammen und verarbeitete Elemente der elektronischen Musik, House und Alternative Dance. Die Idee dazu hatte Schlagzeuger Edward Harper, der Sayle ein Demo des Liedes zuspielte und meinte, dass dies kein Lied für High Vis wäre. Sayle war anderer Meinung und wollte das Lied verwenden.
Für das Albumcover verwendete die Band ein Foto von David Sinclair, welches er in den 1980er Jahren in Liverpool gemacht hat. Das in schwarz-weiß gehaltene Bild zeigt zwei Jungs auf Fahrrädern vor einem Kiosk. Im Hintergrund ist ein Hochhaus zu sehen. Für das Lied Mind’s a Lie wurde ein Musikvideo veröffentlicht, welches vom Onlinemagazin laut.de zu den 25 besten Videos des Jahres gezählt wurde.

## Hintergrund
Der Albumtitel leitet sich laut dem Sänger Graham Sayle von der Beobachtung ab, dass Politiker „sozial benachteiligte Viertel oft so besuchen, wie man das in einem Museum macht, angeleitet von jemanden, der sie durch die Gegend führt“.
Drop Me Out richtet sich nicht gegen eine nicht näher genannte, aber eher privilegierte Personengruppe, die sich selbst inszenieren. Sänger Graham Sayle stellt ihnen die Frage, ob es einfach ist zu leben, wenn man nichts zu verlieren hat. In dem Lied Mob DLA wird das Department for Work and Pensions kritisiert. Menschen müssten ihre Bedürftigkeit rechtfertigen und „unmenschliche Tests“ durchlaufen, um ihre Anspruch bei oft lebenslangen Behinderungen zu überprüfen.

„Ausgegrenzte Gemeinschaften werden sich selbst überlassen und in den Medien durch gezielte Hetzkampagnen verunglimpft. Dies geschieht vor dem Hintergrund immer höherer Boni und Gehälter für die politische und industrielle Elite und ihre Freunde.“

Mind’s a Lie beschreibt den Prozess, wie schnell negative Gewohnheiten übernehmen können, wenn man kein gutes Ventil für seine Energie habe. Das Lied kritisiert die ehemaligen Tory-Regierungen, den Zugang zu Gesundheitsdiensten erschwert zu haben.

## Rezensionen
Luke Mortom vom britischen Magazin Kerrang schrieb, dass die Band „ihren Status als Fackelträger des britischen Hardcore verfestigt“. Sänger Graham Salye singt „mit einer gesellschaftlich und emotionalen Intelligenz, die bei weitem all die unzähligen Künstler übertrifft, die über gesichtslose Autoritätspersonen schreien“. Morton vergab fünf von fünf Punkten. Jan Schwarzkamp vom Magain Visions bezeichnete High Vis als „eine der interessantesten Bands“ der „Transformation des Hardcore“. Marko Djurdić vom Onlinemagazin Exclaim hingegen kritisierte, das auf „jedes verzweifelte, energische und fantastische Lied ein gleichsam durchschnittliches oder unspiriertes kommt“. Djurdić vergab sechs von zehn Punkten vergab.